# Première Division 2010/11 (Burkina Faso)
In 2010/11 werd het 49ste seizoen gespeeld van de Première Division, de hoogste voetbalklasse van Burkina Faso. AS Faso-Yennenga werd kampioen. 
Doordat het aantal clubs in 2011/12 uitgebreid wordt naar 20 (twee groepen van tien) degraderen er dit seizoen geen clubs. 

## Eindstand
| Plaats | Club                           | Wed. | W  | G  | V  | Saldo | Ptn. |
| ------ | ------------------------------ | ---- | -- | -- | -- | ----- | ---- |
| 1.     | AS Faso-Yennenga               | 26   | 19 | 3  | 4  | 46:15 | 60   |
| 2.     | US Ouagadougou (P)             | 26   | 16 | 6  | 4  | 46:12 | 54   |
| 3.     | AS SONABEL                     | 26   | 14 | 6  | 6  | 34:13 | 48   |
| 4.     | US des Forces Armées           | 26   | 14 | 6  | 6  | 29:17 | 48   |
| 5.     | Étoile Filante Ouagadougou (B) | 26   | 12 | 11 | 3  | 33:11 | 47   |
| 6.     | Racing Club de Bobo            | 26   | 12 | 5  | 9  | 24:18 | 41   |
| 7.     | Bouloumpoukou FC               | 26   | 12 | 5  | 9  | 23:20 | 41   |
| 8.     | Bobo Sport                     | 26   | 9  | 9  | 8  | 17:17 | 36   |
| 9.     | AS Koupéla                     | 26   | 5  | 16 | 15 | 13:15 | 30   |
| 10.    | US Yatenga Ouahigouya          | 26   | 5  | 10 | 11 | 17:34 | 25   |
| 11.    | AS Maya Bobo-Dioulasso         | 26   | 5  | 9  | 12 | 11:22 | 24   |
| 12.    | Sourou Sport                   | 26   | 2  | 11 | 13 | 13:33 | 17   |
| 13.    | US Comoé de Banfora            | 26   | 3  | 7  | 16 | 12:49 | 16   |
| 14.    | Sanmatanga FC (P)              | 26   | 0  | 5  | 21 | 6:48  | 5    |

|     | Kampioen, geplaatst voor CAF Champions League 2012     |
|     | Bekerwinnaar geplaatst voor CAF Confederation Cup 2012 |
|     | Degradatie-eindronde                                   |
|     | Degradatie naar de Deuxième Division                   |
| (B) | Bekerwinnaar                                           |
| (P) | Promovendus uit de Deuxième Division                   |

## Internationale wedstrijden
CAF Champions League 2012
| Team #1          | Uitslag | Team #2   | 1e wed | 2e wed |
| ---------------- | ------- | --------- | ------ | ------ |
| AS Faso-Yennenga | 1-4     | ASO Chlef | 0-0    | 1-4    |

CAF Confederation Cup 2012
| Team #1                    | Uitslag | Team #2                    | 1e wed | 2e wed |
| -------------------------- | ------- | -------------------------- | ------ | ------ |
| AS Dragons                 | 1-2     | Étoile Filante Ouagadougou | 1 - 0  | 0 - 2  |
| Étoile Filante Ouagadougou | 2-4     | ASEC Mimosas               | 2 - 2  | 0 - 2  |